# جنگجویان کوهستان
جنگجویان کوهستان با نام اصلی کرانه رود (ژاپنی: 水滸伝، انگلیسی: The Water Margin، روماجی: Suikoden) که در بین ایرانی ها با نام لیانگ شان پو نیز شناخته می‌شود، مجموعهٔ تلویزیونی ژاپنی است که در سال‌های ۱۹۷۳ تا ۱۹۷۴ پخش شد. لیانگ شان پو نام منطقه‌ای در کوهستان‌های چین در کرانه‌‌ی رود زرد و محل استقرار شورشیان چین بود. این سریال بر اساس یکی از شاهکارهای ادبیات کلاسیک چین به نام لبه آب یا شوئی خو جوئن اثر شی نایان و لو گوانجونگ نوشته شده‌است و داستان ۱۰۸ قهرمان را نقل می‌کند که از سرتاسر چین در مکانی به نام «لیانگ شان پو» گردهم آمده و علیه ظلم و فساد حکومتی قیام می‌کنند و جاودانه می‌شوند. سیزده قسمت اول این سریال ۲۶ قسمتی را شبکهٔ تلویزیونی نیپون یا به اختصار ان‌اچ‌کی تولید نموده و از سال ۱۹۷۳ تا ۱۹۷۴ از همین شبکه در ژاپن پخش شده‌است.
پس از آن بین سال‌های ۱۹۷۶ تا ۱۹۸۰، کشورهای انگلستان، فرانسه، هلند، اسپانیا و آلمان غربی اقدام به نمایش آن کرده‌اند. سیزده قسمت بعدی را شبکه بی‌بی‌سی تولید کرده‌است. همچنین این سریال برای اولین بار در سال‌های پایانی دههٔ ۱۳۶۰ خورشیدی با نام جنگجویان کوهستان از شبکه یک ایران پخش شد. بسیاری از ایرانیان خاطره تماشای این سریال به صورت رنگی یا سیاه و سفید را دارند و نامش را به لیان شامپو می‌شناسند که در بین ایرانیان دقیقاً ضرب‌المثل و معادلی‌ست برای محله‌های هرج‌و‌مرج اعم از سرقت، دزدی، خلاف و اعتیاد تا درگیری و قتل است.

## خلاصهٔ داستان
لین چانگ، افسر قدرتمند گارد امپراتوری از سوی کائو چیوی تشنهٔ قدرت به توطئه علیه امپراتور متهم و به مرگ محکوم می‌شود. در هنگام اجرای فرمان، قاضی سونگ کیانگ با غیرقانونی اعلام کردن اعدام حکم به تبعید لین چانگ می‌دهد. در طول راه افراد مختلفی از جمله هو سانیانگ که دختری است در لباس مردان سعی در آزاد کردن او می‌کنند ولی لین چانگ اصرار به اجرای حکم دارد و به تبعیدگاه می‌رود. از سوی دیگر کائو چیو که از دخالت سونگ کیانگ و زنده ماندن لین چانگ خشمگین است و او را سدی در برابر اجرای خواسته‌های پلید خود می‌داند، ابتدا با پاپوش دوختن برای قاضی موجبات زندانی شدن او را فراهم آورده و سپس کسانی را برای کشتن لین چانگ می‌فرستد اما لین چانگ موفق به فرار شده و به محلی کوهستانی و دور افتاده به نام لیانگشان پو می‌رود. دسترسی به لیانگ‌شان پو عملاً غیرممکن است زیرا گرداگرد آن را مرداب فرا گرفته و پناهگاهی امن را برای فراریان و ناراضیان پدیدآورده است. ساکنان لیانگشان پو که آوازهٔ دلاوری‌های لین چانگ را شنیده‌اند او را به ریاست گروه خود برمی‌گزینند و هم پیمان می‌شوند تا با ظلم و فساد کائو چیو و اطرافیانش مبارزه کنند. به مرور زمان افراد بیشتری از جمله سونگ کیانگ که به کمک لین چانگ و گروهش از زندان رهایی یافته و هو سانیانگ که اولین و تنها زن پذیرفته شده در گروه می‌باشد به آنان اضافه شده و ۱۰۸ ستاره را تشکیل می‌دهند که قدرت و قابلیت‌های فوق‌العاده‌ای دارند. زمان مبارزهٔ نهایی با کائو چیو که با تضعیف امپراتور هوئی زونگ از سلسله سونگ سعی در نابود کردن دودمان او و شروع سلسلهٔ کائو را دارد فرا می‌رسد.

## بازیگران و شخصیت‌ها
| نام بازیگر      | نقش                | سال تولد | سال مرگ |
| --------------- | ------------------ | -------- | ------- |
| آتسو ناکامورا   | لین چانگ           |          |         |
| سانائه سوچیدا   | هو سانیانگ         |          |         |
| کی ساتو         | کائو چیو           |          |         |
| ایسامو ناگاتو   | لو جی‌شن            |          |         |
| توشیو کوروساوا  | تای سانگ           |          |         |
| تاکشی اوبایاشی  | سونگ کیانگ         |          |         |
| توشی ماتسو      | سیائو لن           |          |         |
| هاجیمه هانا     | وو سونگ            |          |         |
| تتسورو تانبا    | ژنرال هو           |          |         |
| ماری ناکایاما   | ین لی              |          |         |
| تروهیکو آئوئی   | شی جین             |          |         |
| ایسائو یاماگاتا | چائو کای           |          |         |
| میچیکو ماتسوکی  | یو لان             |          |         |
| آکیو هاسگاوا    | چان شون            |          |         |
| یوشیرو کیتاهارا | وانگ لون           |          |         |
| کوئیچی یاماموتو | لیان چون شو        |          |         |
| یوتاکا میزوتانی | امپراتور هوئی زونگ |          |         |

## گروه تولید
کارگردان
- توشیو ماسودا

فیلم‌نامه
- ایچیرو میاکاوا

موسیقی
- ماسارو ساتو

تهیه‌کنندگان
- کنسوکه ایشینو
- توشیو کاتو (قسمت‌های ۱–۱۰)
- نوریو کاتو (قسمت‌های ۱۱–۲۶)
- کازوئو موریکاوا (قسمت‌های ۱۱، ۱۳–۲۶)

## محل فیلم‌برداری
صحنه‌های سریال در چین فیلم‌برداری شده بودند و می‌توان گفت که پس از انقلاب کمونیستی سال ۱۹۴۹، این نخستین تجربهٔ تولید مشترک جمهوری خلق چین با یک کشور غیر کمونیست بود.

## عناوین هر قسمت
| اپیزود | عنوان                                       |
| ------ | ------------------------------------------- |
| ۱      | صد و هشت قهرمان و یک مرد شرور               |
| ۲      | هیچ‌کس زنده خارج نخواهد شد                   |
| ۳      | سرانجام آن دو به دریا رسیدند                |
| ۴      | تنها خدایان عشق همواره گرفتارند             |
| ۵      | گنجینه‌ای از طلا و یشم                       |
| ۶      | دزدان اعدام خواهند شد                       |
| ۷      | مردن چه آسان، زندگی کردن چه سخت             |
| ۸      | تنها خوشحالی یک مرد لوس مامانی              |
| ۹      | پسر وظیفه‌شناس و عشق برادری                  |
| ۱۰     | فرار آزادی نیست                             |
| ۱۱     | دختری که راهب گُلی را دوست داشت              |
| ۱۲     | کائو چیو دل از کف می‌دهد                     |
| ۱۳     | وقتی لیانگشان پو از فقیران می‌دزدد           |
| ۱۴     | مرگی به خاطر عشق، مرگ‌های بیشتری به خاطر طمع |
| ۱۵     | شجاعترین ببر زودتر کشته می‌شود               |
| ۱۶     | آسمان پیکانش را استادانه نشانه می‌رود        |
| ۱۷     | دامی از عشق و نفرت                          |
| ۱۸     | دانایی که به نادانی گرفتار شد               |
| ۱۹     | در سوگ قتل‌عام بسیاران                       |
| ۲۰     | جنگی برای پایان دادنِ سایر جنگ‌ها             |
| ۲۱     | مرگ مردی بزرگ                               |
| ۲۲     | ضرب‌خوردن لین چانگ                           |
| ۲۳     | جهیزیه                                      |
| ۲۴     | لیانگشان پو و میلیونر                       |
| ۲۵     | جنگجوی شمشیر بلند                           |
| ۲۶     | سلسلهٔ کائو                                  |